# Lepanthes flexuosa
Lepanthes flexuosa är en orkidéart som beskrevs av Carlyle August Luer. Lepanthes flexuosa ingår i släktet Lepanthes och familjen orkidéer. Inga underarter finns listade i Catalogue of Life.